# InCrowd
InCrowd (ook bekend als The Incrowd of The InCrowd) was een Haagse beatband uit de jaren '60 van de twintigste eeuw. De band is opgericht in 1965 door Wil van der Hurk als zanger en toetsenist. De originele line-up bestaat naast Van der Hurk uit Joey Lee Chong (drums), Jan Jonkman (gitaar) en Len Bouman (bas). Zodra de band in 1966 bij Polydor tekent, ontslaat Van der Hurk de band en gaat op zoek naar nieuwe bandleden. De bezetting van de band wisselt geregeld gedurende het korte bestaan van de groep.
De band heeft een album, I'll Be Free, uitgebracht in 1966 bij Polydor. In 1966, 1967 en 1968 werden in totaal vijf singles uitgebracht. Alleen de titeltrack van het album, I'll be free, werd een hit en haalde de 34e plek in de Nederlandse Top 40.
In 1968 wordt de band opgeheven. In 1974 en 1980 worden onsuccesvolle reüniepogingen gedaan. In 2008 vormt Van der Hurk een nieuwe band met de naam The InCrowd.
Zanger en toetsenist Will van der Hurk overleed in 2017 en drummer Joey Lee Chong en bassist Len Bouman overleden beiden in 2024.

## NPO Radio 2 Top 2000
Van InCrowd stond alleen I'll be free in 2000 in de NPO Radio 2 Top 2000, op plek 1939.